# 宇文湜
纪王宇文湜（？—581年），北周宗室，周闵帝宇文觉的孙子，纪厉王宇文康的儿子，《资治通鉴》误作宇文觉子。
周孝闵帝元年（557年），宇文觉被宇文护杀害。建德五年（576年），宇文康在利州修缮兵器、阴有图谋，被宇文觉的弟弟周武帝宇文邕赐自杀。宇文湜袭爵位纪王。大定元年（581年），为隋文帝杨坚所杀，纪国国除。

## 资料来源
- 《周書》卷十三 列传第五
- 《北史》卷五十八 列传第四十六